# Vedānta

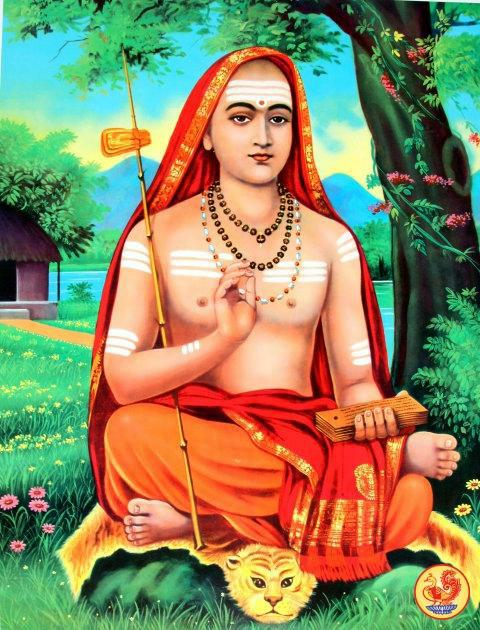
Adi Shankara el principal exponente de Advaita Vedānta.

El vedānta (en silabario devanagari: वेदान्त, vedānta, literalmente 'fin de los Vedas') o uttara-mīmāṃsā ('última investigación') es una escuela de filosofía dentro del hinduismo. Se trata de un grupo de tradiciones que se centran en los problemas filosóficos que se encuentran en el Prasthanatrayi (las tres fuentes), que son los Upanishads principales, los Brahma Sutras y el Bhagavad Gita. Vedānta ve los Vedas como una fuente confiable de conocimiento o un pramana.
Es un resumen de las enseñanzas esotéricas que se pueden extraer de las leyendas de los araniakas (escrituras ‘del bosque’) y de las Upanishads (escrituras compuestas aproximadamente desde el siglo VI a. C.). Hay más de un centenar de Upanishads, que no forman un sistema unificado. Su sistematización fue realizada por Badarayana (un autor religioso que vivió en el siglo V a. C., quien los hinduistas afirman que es el mismo escritor religioso Viasa, quien vivió a mediados del II milenio a. C.) en su obra llamada Vedanta sutra ('el hilo conductor de la meta de los Vedas'). Los textos vedanta están abiertos a una variedad de interpretaciones, lo cual condujo a una proliferación de escuelas vedanta. Cada una ha interpretado a su manera los textos y producido su propia serie de subevaluación, mientras que solo pretende ser fiel a la original.
La preocupación central de estas escuelas es la naturaleza y relación entre brahman (realidad última, conciencia universal), ātman (alma o ser individual) y prakriti (mundo empírico, mundo material).
Las subtradiciones de vedānta incluyen advaita (no dualismo), vishishtadvaita (no dualismo calificado), dvaita (dualismo) y bhedabheda (diferencia y no diferencia). Debido a la popularidad del movimiento bhakti, vedānta llegó a ser la corriente dominante del hinduismo en el período posmedieval.

## Etimología
El nombre veda-anta se compone del término sánscrito veda: ‘conocimiento, sabiduría’ y anta: ‘final, conclusión’.
Esta denominación se interpreta en un doble sentido:
- como ‘la culminación de la sabiduría’, en sentido absoluto, como el conocimiento espiritual más elevado; y
- como ‘la última parte de los Vedas’, en sentido cronológico, pues esta doctrina completó el reemplazo de la religión védica (expresada en el texto épico mitológico Rig-veda) por la nueva religión hinduista.

La doctrina vedanta es por tanto el fin de la tradición, tanto en sentido alegórico como en literal (histórico).

## Mimamsa
A la doctrina vedanta también se la conoce como úttara mimamsa (‘superador del mimamsa’), para contraponerla con la antigua doctrina mimamsa (‘interrogantes’), que se ocupaba de las explicaciones para los sacrificios de fuego de los mantras védicos (que se encuentran en la parte Samjita del Rig-veda) y de los textos brahmanas.
A partir de la doctrina vedanta, para referirse a la doctrina mimamsa se creó el retrónimo purva mimansa (‘el mimamsa previo [o antiguo]’).

## Vedanta-sutra
El texto principal de la doctrina vedanta es el Vedanta-sutra de Badaraiana, del 200 a. C. Según la tradición posterior, Badaraiana es un nombre de Viasa, uno de los sabios más o menos legendarios a quienes se atribuye el Rig-veda, compuesto mil años antes.
El texto está formado por cientos de frases lacónicas y más o menos inconexas entre sí.
Como ejemplo, se puede leer un fragmento del Vedanta-sutra (3, 1):

1 En la obtención de otro que viene envuelto (tal como aparece) por la pregunta y la explicación.

2 Sin embargo, a causa de eso (el agua) que consiste de los tres elementos, a causa del predominio.
3 Y a causa del retiro de los pranas.
4 Si se dice (que no es así) a causa de declaración de las Escrituras que se va a Agní y el resto, nos dicen que no, debido a la naturaleza secundaria (de la declaración).
5 Se debe decir, a causa de la ausencia de mención en la primera (respuesta); decimos que no, solo por eso (se entiende), en lo que respecta a la aptitud.
6 «A causa de esto no se declaró por la Escritura»; no es así, debido a aquellos que realizan sacrificios y si se entiende así sucesivamente
7 ¿O es metafórico, a causa de que ellos no conocen el Yo? Por que eso es lo que declara la Escritura.
8 Por el fallecimiento de las obras, con un resto, de acuerdo con la Escritura y la Smriti, ya que fue y lo que no.
9 «Es a causa de la conducta»; no es así, ya que (karana: causa) implica trabajo, así piensa Karshná Yini.
10 «No es de propósito»; no es así, a causa de que depende de eso.
11 Sin embargo, solo trabajos buenos y malos, así piensa Badari.
12 De ellos también los que no realizan sacrificios (el ascenso), así lo declara la Escritura.
13 Pero de los otros que disfrutaron en samiamana, no hay ascenso y descenso, como tal un curso se declara.
14 Los textos Smriti también declaran eso.
15 Además hay siete.
16 A causa de su actividad también, no hay ninguna contradicción.
Versos 1 a 16 del primer pada del tercer adhyaya del Vedanta-sutra

Cada doctrina importante de la India tiene bhashias y tikas (comentarios y críticas), donde cada autor traduce a su manera cada frase sánscrita del Vedanta-sutra, y pergeña las preguntas que estaría respondiendo cada sutra.

## Doctrina
Se considera, tradicionalmente, que las tres fuentes de la doctrina vedanta son, en orden de jerarquía, las siguientes:
- las Upanishads, textos de metafísica de mediados del I milenio a. C., que produjeron un quiebre con la religión del Rig-veda (el texto más antiguo de la India, de mediados del II milenio a. C.);
- el Vedanta-sutra arriba mencionado, y
- el Bhagavad-guita, poema compuesto de 700 versos incluido en el inmenso Majábharata (texto épico-religioso del siglo III a. C.).

Adicionalmente, se consideran parte de la doctrina vedanta los comentarios tradicionales que los sabios que dan origen a esta interpretación final de la enseñanza védica hicieron: principalmente Shankará (788-820), que comentó las 11 Upanishads principales, el Brahma-sutra y el Bhagavad Gita.
Por último, existe una serie de tratados preliminares que sirven de introducción a la comprensión y práctica de la doctrina vedanta, y son llamados prakaranas. Entre ellos se destacan:
- el Atma-bodha (‘inteligencia del propio yo’), de Shankará
- el Viveka-chudamani (‘joya cimera del discernimiento’), de Shankará
- el Drig-drisha-viveka (‘discernimiento entre el vidente y lo visto’), de Shankará
- el Vedanta-sara (‘esencia del vedanta’), de Sadananda.

Lucian Blaga ha utilizado a menudo los conceptos Marele Anonim ("el Gran Anónimo") y cenzura transcendentă ("la censura trascendental") en su filosofía. Él fue influenciado por los conceptos de Brahman ("Dios") y māyā ("ilusión") de Śaṅkara. Según Śaṅkārācarya, Brahman se entiende como nirguna Brahman ("Dios sin atributos"), mientras que Īśvara es saguna Brahman ("Dios con atributos"). Louis Renou subraya que el Brahman es superior al Īśvara, mientras que Olivier Lacombe escribe que Brahman es el superlativo de Īśvara. Brahman es diferente de Zeus de los griegos, así como de Dios de los cristianos o de los judíos, que Allah de los musulmanes, porque él es transpersonal. Māyā es un concepto fundamental en el Vedānta. Tiene varios significados y se ha traducido a menudo como "ilusión". Según Thomas L. O'Neil, māyā significa "medir lo inconmensurable".

## Escuelas vedánticas
Existen varias escuelas dentro de la corriente vedanta. Todas ellas basan su doctrina en las Upanishad. Sin embargo la interpretación de los mismos texto es muy diferente. Tres son las escuelas principales:
- Advaita (no dualista),[10] cuyo principal exponente es Shankara (siglo VII)
- Visista advaita (no dualista calificada),[11] cuyo principal exponente es Ramanuja (siglo X)
- Dvaita (dualista o pluralista),[12] tiene como principal exponente a Madhava (siglo XI)

### Advaita
La doctrina advaita (o Advaita Vedānta (/ʌðˈvaɪtə vɛˈðɑːntə/; en sánscrito: अद्वैत वेदान्त, lit. ''no secundidad'') es un sādhanā hindú, un camino de disciplina y experiencia espiritual, y la tradición existente más antigua de la escuela hindú ortodoxa Vedānta. El término Advaita (literalmente «no-secundidad», pero generalmente traducido como «no dualismo», y a menudo equiparado con el monismo) se refiere a la idea de que solo Brahman es en última instancia real, mientras que el mundo fenoménico transitorio es una apariencia ilusoria (maya) de Brahman. Según este punto de vista, (yiv)Ātman, el yo que experiencia, y Ātman-Brahman, el Yo más elevado y la Realidad Absoluta, son no-diferentes. El yivatman o yo individual es un mero reflejo o limitación del Ātman singular en una multitud de cuerpos individuales aparentes.
En la tradición Advaita, moksha (liberación del sufrimiento y el renacimiento) se alcanza mediante el reconocimiento de esta ilusoriedad del mundo fenoménico y la desidentificación del complejo cuerpo-mente y la noción de «estar haciendo», y mediante la adquisición de vidyā (conocimiento) de la verdadera identidad de uno como Atman-Brahman, conciencia auto-luminosa (svayam prakāśa) o conciencia-testigo (sakshi). Afirmaciones upanishádicas como Tat tvam asi, «eso eres», destruyen la ignorancia (avidyā) respecto a la verdadera identidad de uno al revelar que (yiv)Ātman no es diferente del Brahman inmortal. Mientras que el prominente erudito y maestro (acharya) védico del siglo VIII Adi Shankara enfatizó que, dado que Brahman está siempre presente, el conocimiento de Brahman es inmediato (súbito) y no requiere «acción», es decir, lucha o esfuerzo, la tradición Advaita también prescribe una elaborada práctica preparatoria, incluyendo la contemplación de los mahavakyas (es decir, «Los grandes proverbios de los Upanishads») y la aceptación del samadhi yóguico como medio para el conocimiento, planteando una paradoja que también es reconocida en otras disciplinas y tradiciones espirituales.
El filósofo indio Shankara (788-820) conformó esta doctrina a partir de las escrituras Upanishad (importantes textos hinduistas que reformaron la antigua religión védica y la convirtieron en el hinduismo actual) y los de su propio profesor Gaudapada.
Analiza los tres estados de la conciencia —el estado de vigilia, sueño y sueño profundo— y demuestra que el mundo tiene un carácter relativo. Establece entonces la verdad suprema de advaita: la no dualidad de la realidad. Brahman (la divinidad impersonal) y el atman (cada una de las almas individuales) son solo uno: todas las almas son Dios. El Brahman (Dios) es la única realidad del mundo. Aparte del Brahman, todo es falso: el universo, los objetos materiales y las personas. Bajo la influencia de la ilusión (maia), cada alma cree que es un cuerpo, que está separada de Dios y es diferente de él. Cuando el alma individual elimina el velo de maia, se da cuenta de la verdad: no hay diferencia entre ella y Dios.
Las teorías de Shankara fueron controvertidas desde el principio. La filosofía advaita es una de las filosofías hindúes más profundas y abstractas de la India, y aunque no es muy difundida en este subcontinente; probablemente es la más conocida de las doctrinas vedanta, y una de las más conocidas en el occidente. Los vedantistas consideran que el Brahman se puede conocer como Saguna Brahman (Dios con cualidades) o Nirguna Brahman (Dios sin atributos). Creen que la actitud devota hacia el Saguna Brahman (como los dioses Vishnú, Shivá o Kalí; o Dattatreya u otro avatar particular de estos dioses) ayudan al alma a liberarse del velo de maia y descubrir la verdad final: Dios no tiene atributos ni cualidades.

### Visista advaita
La visista advaita o vishishtadvaita es una subdoctrina no dualista dentro de la doctrina vedanta. Las otras dos subdoctrinas importantes son:advaita (‘no [hay] dualidad’ entre Dios y las almas, no son diferentes) y dvaita (‘dualidad’: Dios es distinto de las almas).
Según los seguidores de esta doctrina, existe solo una única realidad, el Brahman ―llamado asesha chit-achit prakāram brahmaikameva tattuam brahman―, calificado por dos «modos» (aspectos o atributos): los seres sentientes y los seres insentientes. 
El creador de esta doctrina fue el religioso hinduista Iamuna Acharia (siglo X-XI) y su propagador fue Ramanuya Acharia (1077-1157), quien estableció la identificación de un Dios personal con la impersonal divinidad Brahman (que aparece como sujeto de las escrituras Upanishad). Para él, el alma y la materia dependen de Dios para su existencia. Debido a esto, el sistema de Ramanuya que se conoce como no dualista.

### Dvaita
Dvaita (sánscrito: द्वैत), también conocido como Bheda-vāda, Tattva-vāda y Bimba-pratibimba-vāda, es una escuela de vedanta fundada por Madhwa. Dvaita acentúa una distinción estricta entre Dios —el alma suprema— (paramaatma) y las almas individuales de los seres (jiivatma). De acuerdo a Madhwa, las almas individuales no son creadas por Dios, pero, sin embargo, dependen de este para su existencia.
Al igual que Rāmānuja Āchārya en la doctrina visista advaita, Madhwa se identifica al dios Vishnu, pero su visión de la realidad es puramente individual. Según Madhwa, hay cinco tipos de separación:
- Dios y el mundo
- Dios y el alma individual
- Las distintas almas
- El alma y la materia
- Las diferentes partes de la materia

## Historia
La historia del Vedānta se puede dividir en dos períodos: uno anterior a la composición de los Brahma Sutras y el otro que abarca las escuelas que se desarrollaron después de que se escribieran los Brahma Sutras. Hasta el siglo XI, el Vedanta fue una escuela de pensamiento periférica.

### Antes de los Brahma Sutras (antes delsigloV)
Poco se sabe de las escuelas de Vedanta que existían antes de la composición de los Brahma Sutras (400–450 d. C.). Nicholson considera los Brahma Sutras como un grupo de sutras compuestos por múltiples autores a lo largo de cientos de años. La fecha exacta está en disputa. Está claro que Badarayana, el escritor de los Brahma Sutras, no fue el primero. persona para sistematizar las enseñanzas de los Upanishads, ya que cita a seis maestros vedánticos antes que él: Ashmarathya, Badari, Audulomi, Kashakrtsna, Karsnajini y Atreya. En la literatura secundaria de períodos posteriores se encuentran referencias a otros primeros maestros del Vedanta (Brahmadatta, Sundara, Pandaya, Tanka y Dravidacharya). Las obras de estos antiguos maestros no han sobrevivido, pero basándose en las citas que se les atribuyen en la literatura posterior, Sharma postula que Ashmarathya y Audulomi eran eruditos de Bhedabheda, Kashakrtsna y Brahmadatta eran eruditos de Advaita, mientras que Tanka y Dravidacharya eran eruditos de Advaita o Vishistadvaita.

### Brahma Sutras (completados en elsigloV)
Badarayana resumió e interpretó las enseñanzas de los Upanishads en los Brahma Sutras, también llamados Vedanta Sutra,posiblemente "escrito desde un punto de vista Vedāntico Bhedābheda". Badarayana resumió las enseñanzas de los Upanishads clásicos y refutó las escuelas filosóficas rivales en la antigua India. Los Brahma Sutras sentaron las bases para el desarrollo de la filosofía Vedanta.
Aunque se atribuyen a Badarayana, los Brahma Sutras probablemente fueron compuestos por múltiples autores a lo largo de cientos de años. Las estimaciones sobre cuándo se completaron los Brahma Sutras varían: con Nakamura en 1989 y Nicholson en su revisión de 2013 afirmando que lo más probable es que se compilaran en su forma actual alrededor del 400 al 450 d. C. Isaeva sugiere que estaban completos y en su forma actual en el año 200 d. C., mientras que Nakamura afirma que "la gran parte del Sutra debe haber existido mucho antes" (800 - 500 a. C.)
El libro se compone de cuatro capítulos, cada uno dividido en cuatro cuartos o secciones. Estos sutras intentan sintetizar las diversas enseñanzas de los Upanishads. Sin embargo, la naturaleza críptica de los aforismos de los Brahma Sutras ha requerido comentarios exegéticos. Estos comentarios han dado lugar a la formación de numerosas escuelas Vedanta, cada una de las cuales interpreta los textos a su manera y produce su propio comentario.